# Keeping Your Head Up
"Keeping Your Head Up"은 영국의 가수 버디의 싱글이다. 이 곡은 Wayne Hector, Steve Mac, 그리고 버디가 작곡하였고, 이 곡은 그녀의 3번째 정규 앨범 Beautiful Lies (2016)에 수록되었다. 이 곡은 그 앨범의 첫번째 싱글이며, 2016년 1월 1일(대한민국에서는 2016년 1월 2일)에 공개되었다. "Keeping Your Head Up"은 영국 싱글 차트에서 최고순위 57위를 기록하였다.

## 뮤직 비디오
뮤직비디오는 2016년 1월 28일에 버디의 공식 페이스북에서 공개되었다. 그리고 다음날, 유튜브를 통해서 공개되었다. 뮤직 비디오는 약 3분정도의 길이로 이루어져 있으며, 뮤직 비디오의 감독은 Chris Turner이다.

## 차트

### 주간 차트
| 차트 (2016)                       | 최고 순위 |
| --------------------------------- | --------- |
| 벨기에 (울트라팁 플랑드르)        | 6         |
| 벨기에 (울트라팁 왈로니아)        | 20        |
| 프랑스 (SNEP)                     | 191       |
| 헝가리 (라디오 탑 40)             | 9         |
| 인도네시아 (Creative Disc Top 50) | 7         |
| 아일랜드 (IRMA)                   |           |
| 스코틀랜드 (오피셜 차트 컴퍼니)   | 27        |
| 영국 싱글 (오피셜 차트 컴퍼니)    | 57        |

## 발매 날짜
| 국가     | 날짜           | 포맷            | 레이블           |
| -------- | -------------- | --------------- | ---------------- |
| 영국     | 2016년 1월 1일 | 디지털 다운로드 | 애틀란틱         |
| 대한민국 | 2016년 1월 2일 | 디지털 다운로드 | 워너뮤직(코리아) |